# Тигрова жаба
Тигровата жаба (Hoplobatrachus tigerinus) е вид жаба от семейство Dicroglossidae. Видът не е застрашен от изчезване.

## Разпространение
Разпространен е в Афганистан, Бангладеш, Индия, Мианмар, Непал и Пакистан. Внесен е в Мадагаскар и Малдиви.

## Описание
Популацията на вида е стабилна.